# 비금도
비금도(飛禽島)는 전라남도 신안군 비금면에 위치한 섬이다. 지리적으로 목포에 가까우며, 현재는 해상교통수단인 쾌속선과 페리로 목포연안여객선터미널등으로 나갈 수 있다. 이웃 섬인 도초도와는 교량으로 연결되어 있다.

## 인물
- 이세돌의 고향이다.